# Apartamentowiec

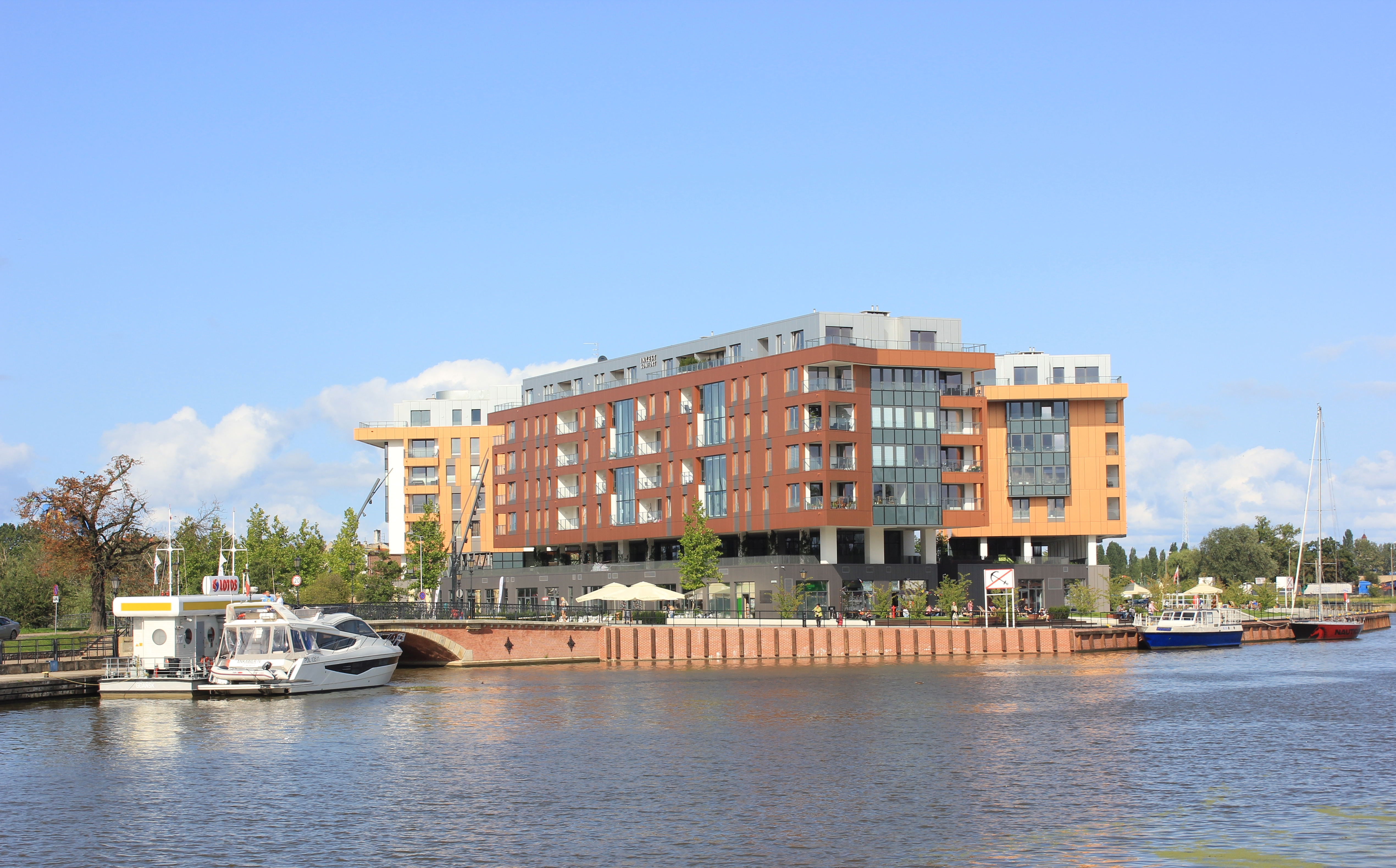
Apartamentowiec w Gdańsku

Apartamentowiec – budynek mieszkalny składający się z apartamentów, zaprojektowany zgodnie z wysokimi standardami, usytuowany najczęściej w prestiżowej lokalizacji oraz wykonany z materiałów wysokiej jakości.
Z zasady apartamentowiec ma jedno wyróżniające się przeszklone wejście, zamiast kilku klatek, jakie mają bloki. Na parterze znajduje się recepcja, obsługiwana przez portiera.